# Xã Lewis, Quận Holt, Missouri
Xã Lewis (tiếng Anh: Lewis Township) là một xã thuộc quận Holt, tiểu bang Missouri, Hoa Kỳ. Năm 2010, dân số của xã này là 1.051 người.